# Бренешть (Галац)
Бренешть, Бренешті (рум. Brănești) — село у повіті Галац в Румунії. Входить до складу комуни Вледешть.
Село розташоване на відстані 217 км на північний схід від Бухареста, 42 км на північ від Галаца.

## Населення
За даними перепису населення 2002 року у селі проживали 969 осіб, з них 968 осіб (99,9%) румунів. Усі жителі села рідною мовою назвали румунську.